# Округ Вилсон (Канзас)
Округ Вилсон (енгл. Wilson County) је округ у америчкој савезној држави Канзас. По попису из 2010. године број становника је 9.409. Седиште округа је град Фридонија.

## Демографија
Према попису становништва из 2010. у округу је живело 9.409 становника, што је 923 (8,9%) становника мање него 2000. године.
| Група             | 2000.         | 2010.         |
| Белци             | 9.907 (95,9%) | 8.866 (94,2%) |
| Афроамериканци    | 38 (0,4%)     | 31 (0,3%)     |
| Азијати           | 27 (0,3%)     | 36 (0,4%)     |
| Хиспаноамериканци | 173 (1,7%)    | 217 (2,3%)    |
| Укупно            | 10.332        | 9.409         |